# 上臼杵駅
上臼杵駅（かみうすきえき）は、大分県臼杵市大字福良にある、九州旅客鉄道（JR九州）日豊本線の駅である。

## 歴史
日豊本線が臼杵まで延伸されたのは政友会・山本達雄（臼杵出身）の力によるものといわれる。そこでライバル心を燃やした政敵であった憲政会・箕浦勝人（同じく臼杵出身）の一派による誘致により、鉄道省としては異例の近距離にもうひとつの駅が設置された。それが上臼杵駅である。
運営するJR九州は、2016年度行われた上場に向けて鉄道事業の赤字削減に取り組むとして、2015年（平成27年）3月14日のダイヤ改正に際して当駅を無人化した。

### 年表
- 1917年（大正6年）7月18日：鉄道院が開設[1][5]。
- 1984年（昭和59年）
  - 2月1日：荷物扱い廃止[5]。
  - 11月1日：委託駅化。
- 1987年（昭和62年）4月1日：国鉄分割民営化により九州旅客鉄道が継承[5]。
- 2015年（平成27年）3月14日：無人化[3]。

## 駅構造
下り列車進行方向に向かって左側に単式ホーム1面1線を有する地上駅。古くからの木造駅舎を有している。
無人駅でエレベーターなどはないが、駅舎からホームまでは階段以外にスロープもあるため、ホームが複数ある臼杵駅とは違って結果的にバリアフリー対応となっている。
日豊本線の小倉〜佐伯間で交換設備を持っていないのは当駅と牧駅だけである。

## 利用状況
- 2023年度の1日平均乗車人員は309人（前年度比-1人）である[4]。

| 乗車人員推移 | 乗車人員推移 |
| 年度         | 1日平均人数  |
| ------------ | ------------ |
| 2000         | 424          |
| 2001         | 415          |
| 2002         | 414          |
| 2003         | 395          |
| 2004         | 358          |
| 2005         | 343          |
| 2006         | 362          |
| 2007         | 341          |
| 2008         | 329          |
| 2009         | 334          |
| 2010         | 327          |
| 2011         | 335          |
| 2012         | 336          |
| 2013         | 326          |
| 2014         | 293          |
| 2015         | 319          |
| 2016         | 360          |
| 2017         | 373          |
| 2018         | 367          |
| 2019         | 371          |
| 2020         | 333          |
| 2021         | 297          |
| 2022         | 310          |
| 2023         | 309          |

## 駅周辺
周辺は臼杵市の中心部からは離れているが、住宅が多く建っている。近年では、市内一のショッピングエリアになっている。駅のそばを国道217号が通るが、駅舎は線路を隔てて国道と反対側の北側にあり、福良の住宅地内へ迂回しないと行けない。
- 臼杵平清水郵便局
- 臼杵市立福良ヶ丘小学校
- 二王座歴史の道[1]（北東0.8 km。徒歩約10分）
- 龍源寺 三重の塔[1]（北北東0.6 km。徒歩約8分）
- 福良天満宮 - 赤猫社（北北東0.5 km。徒歩約6分）
- 大分県道33号臼杵停車場線（愛媛街道）
- 臼杵川
- 東九州自動車道 臼杵IC（南西2.5 km）
- 大分空港行き高速バス「佐臼ライナー」（大分交通）臼杵インター乗り場（マルミヤストア奥。南西1.8 km）
- 国宝臼杵石仏（南西4.5 km。臼杵平清水郵便局付近の大分バス土橋バス停から三重・大分県庁方面行きで約10分）

### バス路線
かつては「上臼杵駅前」停留所があり、臼津交通の路線が乗り入れていたが、2009年9月末に廃止された。
備考
- 駅付近には、大分バスの土橋（）停留所がある（※大分県道33号線上に設けられている）。

## その他
- 映画『なごり雪』では駅の外観が臼杵駅として使われた（駅構内設定のロケには重岡駅が使われた）。
- 地元民からは「上（）駅」と呼称されることもある。

## 隣の駅
九州旅客鉄道（JR九州）
■日豊本線
熊崎駅 - 上臼杵駅 - 臼杵駅